# Marty Grosz
Marty Grosz (Berlin, 1930. február 28. –) amerikai dzsesszgitáros, bendzsós, énekes.

## Pályafutása
Zenész családból származik. New Yorkban nőtt fel. Apja a neves antifasiszta George Grosz festő- és grafikusművész, testvére Peter Michael Grosz fizikus és repüléstörténész.
Grosz kezdetben ritmusgitárosként dolgozott. 1950/51-ben Dick Wellstooddal, John Denglerrel és Pops Fosterrel készített lemezeket. 1954-től húsz évig Chicagóban élt, ahol Albert Ammonsszal, Floyd O'Briennel, Art Hodesszal és Jim Lannigannel dolgozott. 1975-ben visszatért New Yorkba, és saját együttesével, illetve Bob Wilber és Kenny Davern combójával dolgozott. Továbbá részt vett Yank Lawson és Bob Haggart munkáiban, és játszott Dick Hyman New York Jazz Repertory Orchestrájával is.
1986-ban tagja lett a Classic Jazz Quartetnek, amelyben Dick Wellstood, Joe Muranyi és Dick Sudhalter is zenélt. Koncertezett Joe Pass-szal, Herb Ellisszel és Charlie Byrddel is.

## Albumok
- 1957: Hooray for Bix!
- 1964: The End of Innocence met Ephie Resnick
- 1977: Let Your Fingers Do the Walking met
- 1978: Take Me to the Land of Jazz met
- 1979: Goody Goody met Wayne Wright
- 1982: I Hope Gabriel Likes My Music
- 1985: The Classic Jazz Quartet
- 1986: MCMLXXXVI met het Classic Jazz Quartet
- 1987: Marty Grosz and the Keepers of the Flame
- 1987: Sings of Love and Other Matters
- 1988: Swing It!
- 1989: Extra
- 1991: Laughing at Life
- 1991: Unsaturated Fats met Keith Ingham
- 1992: Donaldson Redux met Keith Ingham
- 1993: Songs I Learned at My Mothers Knee and Other Low Joints
- 1995: Ring Dem Bells
- 1995: Just Imagine met Keith Ingham
- 1997: Thanks
- 1997: Just for Fun!
- 1997: Going Hollywood met Keith Ingham
- 1997: Rhythm for Sale
- 1999: At Bob Barnard's Jazz Party 1999
- 2000: Left to His Own Devices
- 2003: Rhythm Is Our Business
- 2003: Stringin' the Blues: A Tribute to Eddie Lang met & Bucky Pizzarelli, Frank Vignola, Howard Alden, Al Viola
- 2005: Chasin' the Spots
- 2006: Acoustic Heat met Mike Peters
- 2006: Marty Grosz and His Hot Combination
- 2011: The James P. Johnson Songbook
- 2014: Keep a Song in Your Soul